# Усть-Бугалиш
Усть-Бугали́ш (рос. Усть-Бугалыш) — присілок у складі Красноуфімського міського округу (Натальїнськ) Свердловської області.
Населення — 256 осіб (2010, 296 у 2002).
Національний склад станом на 2002 рік: татари — 94 %.